# 成為花
「成為花」（日語：花になれ）是flumpool的主流出道配信限定單曲。

## 收錄曲
1. 花になれ
作詞・作曲・編曲：百田留衣
  - au KDDI『LISMO』「PAINT IT MUSIC!」CM競選歌曲
  - スペースシャワーTV2008年9月度POWER PUSH選出曲
  - 行動電話専用動作遊戲『リズミカル リスモ!』合作歌曲（東京電玩展2008出展作品）

## 相關項目
- 2008年音樂
- au LISTEN MOBILE SERVICE

## 外部連結
- LISMO Recommend flumpool[永久]